# Daniel Tortolero
Daniel Tortolero Nuñez (Esplugues de Llobregat, (Barcelona), 6 september 1981), kortweg Dani Tortolero, is een Spaans voetballer (centrale verdediger). Sinds 2009 staat hij onder contract bij Girona FC uit de Segunda División A. 
Tortolero kwam via de lokale club UE Cornellà in de jeugdopleiding (cantera) van FC Barcelona terecht. Na vier seizoenen voor Barça B te hebben gespeeld, debuteerde hij onder coach Louis van Gaal in het eerste elftal in november 2002. In het uitduel in de Champions League tegen Club Brugge mocht hij als invaller enkele minuten meespelen. Uiteindelijk wist Tortolero geen vaste plaats in de hoofdselectie te verkrijgen en in 2003 werd hij voor een jaar verhuurd aan Elche CF. In 2004 vertrok Tortolero voor een seizoen op huurbasis naar Gimnàstic Tarragona. Voor aanvang van het seizoen 2005/06 werd hij door FC Barcelona opnieuw uitgeleend, ditmaal aan Hércules CF. Een jaar later werd UD Salamanca de nieuwe club van Tortolero. Hij bleef slechts één seizoen bij UD Salamanca en in 2007 vertrok hij naar Gimnàstic de Tarragona. Sinds 2009 staat hij onder contract bij Girona FC.